# Soběkury
Soběkury település Csehországban, a Dél-plzeňi járásban. Soběkury Merklín, Lužany, Přestavlky, Oplot, Otěšice, Dnešice, Přeštice és Roupov településekkel határos. Lakosainak száma 617 fő (2024. január 1.).

## Népesség
A település lakosságának változását az alábbi diagram mutatja:
| Lakosok száma | 676  | 780  | 856  | 655  | 601  | 576  | 593  | 597  | 609  | 617  |
|               | 1869 | 1890 | 1921 | 1950 | 1980 | 2001 | 2017 | 2019 | 2022 | 2024 |